# Julianów (Ryki)
Pour les articles homonymes, voir Julianów.
Julianów (prononciation [ juˈljanuf]) est un village de la gmina de Kłoczew du powiat de Ryki dans la voïvodie de Lublin, situé dans l'est de la Pologne.
Il se situe à environ dix kilomètres au nord de Ryki (siège du powiat) et à 67kilomètres au nord-ouest de Lublin (capitale de la voïvodie).

## Histoire
De 1975 à 1998, le village est attaché administrativement à la voïvodie de Siedlce.
Depuis 1999, il fait partie de la nouvelle voïvodie de Lublin.